# Geographischer Formenwandel
Der geographische Formenwandel (nach Hermann Lautensach 1952, daher auch Lautensach’scher Formenwandel genannt) ist ein Konzept zur geographischen Betrachtung von Räumen. Die Abfolge von Landschaftsformen wird als Gesetzmäßigkeit gesehen. Das Konzept kommt besonders in der regionalen Geographie zum Einsatz und geht aus der Länderkunde hervor. Lautensachs Konzept beinhaltet keinen zeitlichen Aspekt und kann somit nicht auf raumrelevante Prozesse angewendet werden.

## Vier Arten des Formenwandels

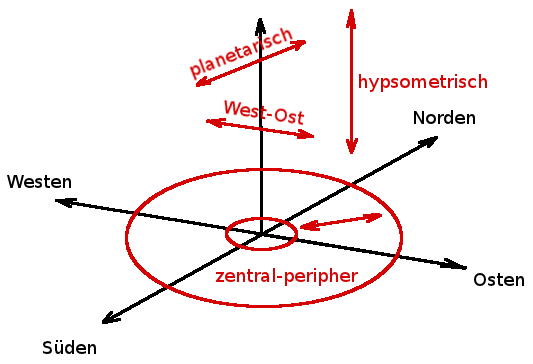
Die 4 Arten des geographischen Formenwandels

Der geographische Formenwandel wird in vier Arten unterteilt. Die ersten drei können so verstanden werden, dass sie sich richtungsbezogen an den drei kartesischen Achsen durch eine betrachtete Region orientieren, die letzte Art berücksichtigt das Zentrum einer Region im Bezug zu ihrer Umgebung.

### Planetarisch (Nord-Südoderpolar-äquatorial)
beschäftigt sich mit den Veränderungen des Klimas, des Bodens und der Vegetation in Nord-Süd-Richtung, also vom Nordpol bzw. Südpol zum Äquator. Ergebnisse sind die Klima- und Vegetationszonen, die Ursache dafür ist die unterschiedliche solare Strahlung aufgrund der Schrägstellung der Erdachse (Ekliptik).

### West-Ost (maritim-kontinental)
erklärt die Veränderungen von Klima, Boden und Vegetation in West-Ost-Richtung, also vom Meer zum Landesinneren. Ergebnisse sind Streifen zunehmender Kontinentalität, die Ursache dafür sind die Meeresströmungen, Winde und die jeweilige Küstenentfernung.

### Hypsometrisch (vertikal)
erklärt Veränderungen von Klima, Boden und Vegetation mit zunehmender Höhe. Ergebnis sind Höhenstufen der Vegetation, die Ursache ist die Abnahme der Temperatur mit zunehmender Höhe.

### Zentral-peripher
erklärt die Zusammenhänge und Interaktionen zwischen einem Zentrum und der umgebenden Peripherie.